# John Boyne
John Boyne (ur. 30 kwietnia 1971 w Dublinie) – irlandzki powieściopisarz. Jego najbardziej znanym dziełem jest zekranizowana pod tym samym tytułem, bestsellerowa powieść Chłopiec w pasiastej piżamie.

## Publikacje

### Powieści
- 2000: The Thief of Time
- 2001: The Congress of Rough Riders
- 2004: Crippen
- 2006: Chłopiec w pasiastej piżamie (The Boy in the Striped Pyjamas)
- 2006: Next of Kin
- 2008: Mutiny On The Bounty
- 2009: W cieniu Pałacu Zimowego (The House of Special Purpose)
- 2010: Noah ucieka (Noah Barleywater Runs Away)
- 2011: Spóźnione wyznania (The Absolutist)
- 2012: Lekkie życie Barnaby'ego Brocketa (The Terrible Thing That Happened To Barnaby Brocket)
- 2013: Zostań, a potem walcz (Stay Where You Are And Then Leave)
- 2013: Nawiedzony dom (This House Is Haunted)
- 2014: A History of Loneliness
- 2015: Chłopiec na szczycie góry (The Boy at the Top of the Mountain)
- 2017: The Heart's Invisible Furies
- 2018: Drabina do nieba (A Ladder to the Sky)
- 2019: My Brother's Name is Jessica
- 2020: A Traveller at the Gates of Wisdom
- 2023: Córka komendanta[1] (All The Broken Places)

### Nowele
- 2008: The Second Child
- 2009: The Dare

## Nagrody
- 1993: Nominowany - Hennessy Literary Award
- 1995: Zwycięzca - The Curtis Brown award
- 2000: Nominowany - The Irish Times Literature Award
- 2004: Nominowany - Hughes & Hughes Irish Novel of the Year Award
- 2006: Nominowany - British Book Award(inne języki), the Border's New Voices Award, the Ottakar's Children's Book Prize, the Paolo Ungari Literary Award (Włochy)
- 2007: Nominowany - The Carnegie Medal
- 2007: Nominowany - Irish Novel of the Year Award, the Leeds Book Award, the North-East Book Award, the Berkshire Book Award, the Sheffield Book Award, the Lancashire Book Award, Prix Farniente (Belgia), Flemish Young Readers Award, Independent Booksellers Book of the Year
- 2007: Zwycięzca - Irish Book Awards: People's Choice Book of the Year, Irish Book Award Children's Book of the Year; Bisto Children's Book of the Year
- 2008: Nominowany - International IMPAC Dublin Literary Award
- 2008: Nominowany - Deutschen Jugend Literatur Preis (Niemcy)
- 2008: Zwycięzca - Nagroda Qué Leer (Hiszpania)